# Schwabenkopf (berg i Österrike)
Schwabenkopf är ett berg i Österrike.   Det ligger i distriktet Landeck och förbundslandet Tyrolen, i den västra delen av landet. Toppen på Schwabenkopf är 3 378 meter över havet.
Den högsta punkten i närheten är Watzespitze, 3 532 meter över havet, 1,8 km söder om Schwabenkopf.. Närmaste större samhälle är Sölden, 16,2 km öster om Schwabenkopf. 
Trakten runt Schwabenkopf består i huvudsak av kala bergstoppar och isformationer.